# Dschantörö Satybaldijew

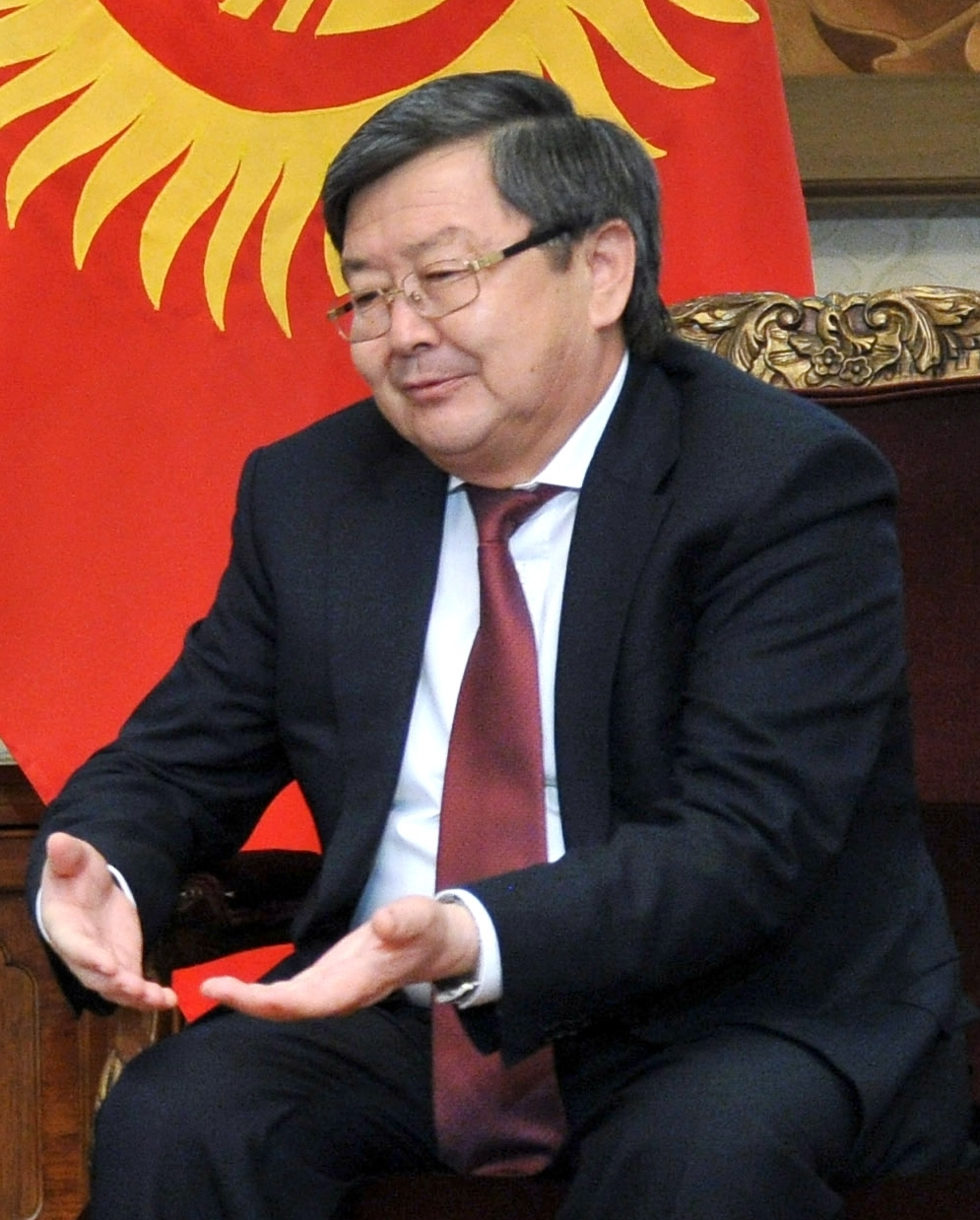
Dschantörö Satybaldijew

Dschantörö Satybaldijew (kirgisisch Жантөрө Жолдошевич Сатыбалдиев Dschantörö Dscholdoschewitsch Satybaldijew; * 1956 in Myrsa-Ake, Kirgisische SSR) ist ein kirgisischer Politiker, der vom 5. September 2012 bis zum 23. März 2014 der Ministerpräsident seines Landes war. Er folgte in diesem Amt Ömürbek Babanow nach. Zuvor war er u. a Bürgermeister der Stadt Osch.
Der politisch unabhängige Politiker hat an der Kirgisischen Technischen Universität studiert.